# Lumbalna punkcija
Lumbalna punkcija je medicinsko tehnička operacija usmjerena na uzimanje cerebrospinalne tekućine u dijagnostičke i terapijske svrhe. Glavni razlog za lumbalnu punkciju pomoć je u dijagnosticiranju bolesti središnjeg živčanog sustava, uključujući mozak i kralježnicu. Primjeri ovih stanja uključuju meningitis i subarahnoidno krvarenje. Također se može koristiti terapijski u nekim stanjima. Povišeni intrakranijalni tlak (tlak u lubanji) je kontraindikacija, zbog opasnosti od kompresije moždane tvari i njenog potiskivanja prema kralježnici. Ponekad se lumbalna punkcija ne može izvesti na siguran način (na primjer zbog sklonosti jakom krvarenju). Smatra se sigurnim postupkom, ali glavobolja nakon duralne punkcije česta je nuspojava, osim ako se ne koristi mala atraumatska igla.
Zahvat se obično izvodi u lokalnoj anesteziji sterilnom tehnikom. Potkožna igla koristi se za pristup subarahnoidnom prostoru i prikupljanje tekućine. Tekućina se može poslati na biokemijske, mikrobiološke i citološke analize. Korištenje ultrazvuka za obilježavanje može povećati uspjeh.
Glavne dijagnostičke indikacije za lumbalnu punkciju su prikupljanje cerebrospinalne tekućine (likvora). Analiza likvora može isključiti zarazne, upalne i neoplastične bolesti koje zahvaćaju središnji živčani sustav. Najčešća svrha je kada se sumnja na meningitis, budući da nema drugih pouzdanih načina za isključivanje meningitisa, stanja opasnog po život, ali vrlo izlječivog.
Serijske lumbalne punkcije mogu biti korisne u privremenom liječenju idiopatske intrakranijalne hipertenzije (IIH). Ovu bolest karakterizira povišeni tlak likvora koji može uzrokovati glavobolje i trajni gubitak vida. Dok je glavno uporište liječenja lijekovima, u nekim slučajevima višestruke lumbalne punkcije mogu poboljšati simptome. Ne preporučuje se kao primarni tretman zbog neugodnosti i rizika postupka te kratkog trajanja njegove učinkovitosti.